# 高橋秀明
髙橋 秀明（たかはし ひであき、1952年8月20日 - ）は、日本の経営者。日立電線代表取締役社長、日立金属代表取締役社長、日立製作所代表執行役副社長、日本電線工業会会長などを歴任。

## 経歴・人物
- 1952年8月20日、埼玉県川越市出身。
- 1978年、千葉大学大学院工学研究科電気専攻修士課程修了後、日立製作所入社。入社後は、20年近くエレベーター開発の担当をしていた。
- 2001年日立エレベーターエンジニアリング（シンガポール）社長に就任。2004年4月日立製作所都市開発システムグループ水戸ビルシステム本部長。
- 2005年4月日立ビルシステム代表取締役社長
- 2007年4月執行役常務都市開発システムグループ長&CEO。
- 2007年6月日立産機システム取締役[非常勤]。
- 2011年日立電線社長。2013年には日立金属が日立電線を救済合併する事になり、それに伴い日立金属副社長に就任した。
- 2014年4月には、経営陣の若返りを図り統合効果を高める狙いもあり、日立金属社長に就任[1][2]。2017年退任。
- 2020年3月31日日立製作所執行役副社長を退任[3]。
- 2020年4月日立製作所嘱託[4]。